# Lecionário 13
O Lecionário 13 (designado pela sigla ℓ 13 na classificação de Gregory-Aland) é um antigo manuscrito do Novo Testamento, paleograficamente datado do Século XII d.C.[a]
Este codex contém lições dos evangelhos de Mateus, Lucas e João (conhecido como Evangelistarium). Formalmente, este lecionário é conhecido como Colbertinus 1241 ou Regius 1982[a]. Foi escrito em grego, e actualmente se encontra na Biblioteca Nacional da França.